# Walter Wimmer (Politiker)
Walter Wimmer (* 20. Juni 1919 in Ansfelden; † 9. November 2003 ebenda) war ein österreichischer Politiker (SPÖ) und Sozialversicherungsangestellter. Er war von 1958 bis 1985 Bürgermeister der Stadt Ansfelden und von 1978 bis 1979 Abgeordneter zum Nationalrat.

## Leben
Wimmer besuchte nach der Pflichtschule die Berufsschule und erlernte den Beruf des Schlossers. Er war als kaufmännischer Angestellter tätig und trat 1946 als Angestellter in den Dienst der Oberösterreichischen Gebietskrankenkasse für Arbeiter und Angestellte. 1948 übernahm er dort die Funktion eines Betriebsrates.
Wimmer war 1947 der SPÖ beigetreten und stieg 1949 zum Ortsparteiobmann der SPÖ-Ansfelden auf. Zwischen 1956 und 1958 hatte er das Amt des Vizebürgermeisters inne, danach war er von 1958 bis 1985 Bürgermeister der Gemeinde. Er engagierte sich zudem als Bezirksobmann des Oberösterreichischen Gemeindebundes und Bundesvorstandsmitglied des Österreichischen Gemeindebundes und vertrat die SPÖ zwischen dem 18. Oktober 1978 und dem 4. Juni 1979 kurzfristig im Nationalrat. Des Weiteren fungierte er als Vorstandsmitglied der Sparkasse St. Florian und war Gründungsmitglied des Wasserverbandes Ansfelden.
Wimmer war verheiratet und Vater einer Tochter.

## Auszeichnungen
- Viktor-Adler-Plakette der SPÖ
- Goldenes Ehrenzeichen des Verbandes gemeinnütziger Bauvereinigungen
- Ehrenring der Stadt Ansfelden
- Großes Goldenes Verdienstzeichen der Republik Österreich